# Mark O'Connor
Mark O'Connor (Seattle, 5 augustus 1961) is een Amerikaanse violist, gitarist, mandolinespeler (country, bluegrass, jazz, klassiek), componist, muziekpedagoog en auteur.

## Biografie
O'Connor had als kind gitaarles en leerde zelf flamencogitaar spelen. Op 11-jarige leeftijd stapte hij over op de viool en werd een leerling van Benny Thomasson. Later studeerde hij bij de Franse jazzviolist Stéphane Grappelli, met wie hij ook optrad. Daarna werkte hij samen met David Grisman en zijn kwintet en Steve Morse en zijn Dixie Dregs en won hij tussen 1975 en 1982 wedstrijden als gitarist, violist en mandolinespeler.
In 1983 ging hij naar Nashville (Tennessee) en trad op met countrysterren als de Nitty Gritty Dirt Band, Emmylou Harris en Randy Travis. Met Edgar Meyer, Béla Fleck, Jerry Douglas en Sam Bush formeerde hij in 1986 de band Strength in Numbers, waarmee hij ook zijn eigen composities uitvoerde. In 1991 ontving hij een Grammy Award voor zijn album New Nashville Cats.
Zijn eerste album met crossover-muziek werd in 1996 uitgebracht door Sony Classical. Hij nam het op met Yo-Yo Ma en bassist Edgar Meyer en het bevatte zijn eigen composities, zoals de zeer succesvolle Appalachia Walz. Het tweede album Appalachian Journey van het trio werd uitgebracht in 2000 en leverde O'Connor een tweede Grammy Award op. Het album Hot Swing! (met Jon Burr en Frank Vignola) was een eerbetoon aan zijn leraar Grappelli en werd uitgebracht in 2001, met dezelfde bezetting nam hij in 2005 het album Live in New York op. Het album An Appalachian Christmas werd in 2011 gemaakt in samenwerking met Renée Fleming, Alison Krauss en James Taylor. Met zijn vrouw Maggie nam hij in 2015 het album Duo op.
Al in 1993 was O'Connors Fiddle Concerto het populairste en meest gespeelde vioolconcert. In 2010 had hij nog zes vioolconcerten geschreven, evenals de Americana Symphony. In 2009 nam hij zijn strijkkwartetten nr. 2 (Bluegrass) en nr. 3 (Old-Time) op met Ida Kavafian, Paul Neubauer en Matt Haimovitz. Ensembles als de Academie van St. Martin in the Fields en de Gloriae Dei Cantores en de regisseur Ken Burns gaven hem compositieopdrachten. Voor het Eroica Trio schreef hij het stuk Poets and Prophets, geïnspireerd door de muziek van Johnny Cash.
In 2009 publiceerde O'Conner een leerboek voor viool- en vioolspel, waarin hij zijn eigen methode presenteerde die zich onderscheidde van de populaire Suzuki-methode. Bij het leerboek horen de drie cd's American Classics, American Strings en MOC4. The O'Connor Method. Hij gaf cursussen aan de Juilliard School of Music, de Harvard University,  het Berklee College of Music, het Cleveland Institute of Music, de Rice University, de University of Maryland, University of Texas, het Curtis Institute of Music, de Eastman School of Music, Tanglewood en op het Aspen Summer Festival. Van 2008 tot 2009 was hij artist in residence aan de University of California, Los Angeles, van 2010 tot 2015 aan de University of Miami. Hij is ook de oprichter en directeur van het internationaal geprezen Mark O'Connor String Camp.

## Discografie

### Albums
| Jaar | Album                                                     | Hoogste Amerikaanse chartpositie | Hoogste Amerikaanse chartpositie | Hoogste Amerikaanse chartpositie | Hoogste Amerikaanse chartpositie | Hoogste Amerikaanse chartpositie | Hoogste Amerikaanse chartpositie | Hoogste Amerikaanse chartpositie | Label       |
| Jaar | Album                                                     | Classical Crossover              | Classical                        | Jazz                             | Country                          | Heatseekers                      | Bluegrass                        | Indie                            | Label       |
| ---- | --------------------------------------------------------- | -------------------------------- | -------------------------------- | -------------------------------- | -------------------------------- | -------------------------------- | -------------------------------- | -------------------------------- | ----------- |
| 1974 | National Junior Fiddling Champion                         |                                  |                                  |                                  |                                  |                                  |                                  |                                  | Rounder     |
| 1976 | Pickin' in the Wind                                       |                                  |                                  |                                  |                                  |                                  |                                  |                                  | Rounder     |
| 1978 | Markology                                                 |                                  |                                  |                                  |                                  |                                  |                                  |                                  | Rounder     |
| 1979 | On the Rampage                                            |                                  |                                  |                                  |                                  |                                  |                                  |                                  | Rounder     |
| 1979 | Soppin' the Gravy                                         |                                  |                                  |                                  |                                  |                                  |                                  |                                  | Rounder     |
| 1982 | False Dawn                                                |                                  |                                  |                                  |                                  |                                  |                                  |                                  | Rounder     |
| 1982 | Industry Standard (met The Dregs)                         |                                  |                                  |                                  |                                  |                                  |                                  |                                  | Arista      |
| 1985 | Meanings Of                                               |                                  |                                  |                                  |                                  |                                  |                                  |                                  | Warner      |
| 1986 | Stone from Which the Arch Was Made                        |                                  |                                  |                                  |                                  |                                  |                                  |                                  | Warner      |
| 1988 | Elysian Forest                                            |                                  |                                  |                                  |                                  |                                  |                                  |                                  | Warner      |
| 1989 | The Championship Years                                    |                                  |                                  |                                  |                                  |                                  |                                  |                                  | CMF         |
| 1989 | On the Mark                                               |                                  |                                  |                                  |                                  |                                  |                                  |                                  | Warner      |
| 1990 | Retrospective                                             |                                  |                                  |                                  |                                  |                                  |                                  |                                  | Rounder     |
| 1991 | The New Nashville Cats                                    |                                  |                                  |                                  | 44                               | 14                               |                                  |                                  | Warner      |
| 1992 | Johnny Appleseed                                          |                                  |                                  |                                  |                                  |                                  |                                  |                                  | Rabbit Ears |
| 1993 | Heroes                                                    |                                  |                                  |                                  | 46                               | 14                               |                                  |                                  | Warner      |
| 1993 | The Night Before Christmas                                |                                  |                                  |                                  |                                  |                                  |                                  |                                  | Rabbit Ears |
| 1994 | The Fiddle Concerto                                       | 6                                |                                  |                                  |                                  |                                  |                                  |                                  | Warner      |
| 1996 | Appalachia Waltz (met Yo-Yo Ma en Edgar Meyer)            |                                  | 1                                |                                  |                                  |                                  |                                  |                                  | Sony        |
| 1997 | Liberty!                                                  | 8                                |                                  |                                  |                                  |                                  |                                  |                                  | Sony        |
| 1998 | Midnight on the Water                                     | 5                                |                                  |                                  |                                  |                                  |                                  |                                  | Sony        |
| 1999 | Fanfare for the Volunteer                                 |                                  |                                  |                                  |                                  |                                  |                                  |                                  | Sony        |
| 2000 | Appalachian Journey (met Yo-Yo Ma en Edgar Meyer)         |                                  | 1                                |                                  |                                  |                                  |                                  |                                  | Sony        |
| 2001 | The American Seasons                                      |                                  | 6                                |                                  |                                  |                                  |                                  |                                  | Sony        |
| 2001 | Hot Swing!                                                |                                  |                                  |                                  |                                  |                                  |                                  |                                  | OMAC        |
| 2003 | Thirty-Year Retrospective (met Chris Thile, Bryon Sutton) |                                  |                                  |                                  |                                  |                                  |                                  |                                  | OMAC        |
| 2003 | Hot Swing Trio: In Full Swing                             |                                  |                                  | 7                                |                                  |                                  |                                  |                                  | Sony        |
| 2004 | Crossing Bridges                                          |                                  | 19                               |                                  |                                  |                                  |                                  |                                  | OMAC        |
| 2005 | Hot Swing Trio: Live in New York                          |                                  |                                  | 22                               |                                  |                                  |                                  |                                  | OMAC        |
| 2005 | Double Violin Concerto (met Nadja Salerno-Sonnenberg)     |                                  |                                  |                                  |                                  |                                  |                                  |                                  | OMAC        |
| 2006 | Folk Mass (met Gloriae Dei Cantores)                      |                                  |                                  |                                  |                                  |                                  |                                  |                                  | OMAC        |
| 2007 | The Essential Mark O'Connor                               |                                  |                                  |                                  |                                  |                                  |                                  |                                  | Sony        |
| 2008 | Americana Symphony (Baltimore Symphony, Marin Alsop)      |                                  |                                  |                                  |                                  |                                  |                                  |                                  | OMAC        |
| 2009 | String Quartets No. 2 & 3                                 |                                  |                                  |                                  |                                  |                                  |                                  |                                  | OMAC        |
| 2010 | Jam Session                                               |                                  |                                  |                                  |                                  |                                  |                                  |                                  | OMAC        |
| 2011 | An Appalachian Christmas                                  |                                  | 9                                |                                  |                                  | 5                                | 3                                | 39                               | OMAC        |
| 2012 | American Classics                                         |                                  |                                  |                                  |                                  |                                  |                                  |                                  | OMAC        |
| 2012 | America On Strings                                        |                                  |                                  |                                  |                                  |                                  |                                  |                                  | OMAC        |
| 2013 | The Improvised Violin Concerto CD/DVD                     |                                  |                                  |                                  |                                  |                                  |                                  |                                  | OMAC        |
| 2014 | MOC4                                                      |                                  |                                  |                                  |                                  |                                  |                                  |                                  | OMAC        |
| 2014 | Mark O'Connor Christmas Tour Live DVD                     |                                  |                                  |                                  |                                  |                                  |                                  |                                  | OMAC        |
| 2015 | Duo. (met Maggie O'Connor)                                |                                  |                                  |                                  |                                  |                                  |                                  |                                  | OMAC        |
| 2016 | Coming Home                                               |                                  |                                  |                                  |                                  |                                  | 1                                |                                  | New Rounder |
| 2017 | O'Connor Band – Live!                                     |                                  |                                  |                                  |                                  |                                  |                                  |                                  | OMAC - 22   |
| 2019 | A Musical Legacy                                          |                                  |                                  |                                  |                                  |                                  | 5                                |                                  | OMAC - 23   |

### Muziekvideo's
| Jaar | Video                                                                                            | Regisseur      |
| ---- | ------------------------------------------------------------------------------------------------ | -------------- |
| 1990 | Bowtie                                                                                           | Gustavo Garzon |
| 1991 | Restless (met Steve Wariner, Ricky Skaggs and Vince Gill)                                        |                |
| 1991 | Now It Belongs to You (met Steve Wariner)                                                        | Gustavo Garzon |
| 1993 | The Devil Comes Back to Georgia (met Charlie Daniels, Johnny Cash, Travis Tritt en Marty Stuart) | Gustavo Garzon |
| 1997 | Johnny Has Gone for a Soldier (met James Taylor)                                                 |                |